# 养马岛
养马岛，是中国的一个岛屿，位于山东省烟台市牟平区北部的一个岛屿。行政上属该区的养马岛街道管辖。養馬島後海産海參最佳，養馬島孤懸海中，而富冠全縣。

## 歷史[3]
- 養馬島在寧海州北十里[4]
- 嘉靖三十五年，倭寇靈山衛養馬島。

## 地理
养马岛呈西南至东北走向。东侧有一小岛似巨象饮水，因此养马岛又被称为“象岛”。养马岛南部地势平坦，北部山石嶙峋。距离大陆海岸线最近处4.2公里。

## 古蹟
劉寵墓，在養馬島東頭。